# Bozner Tagblatt

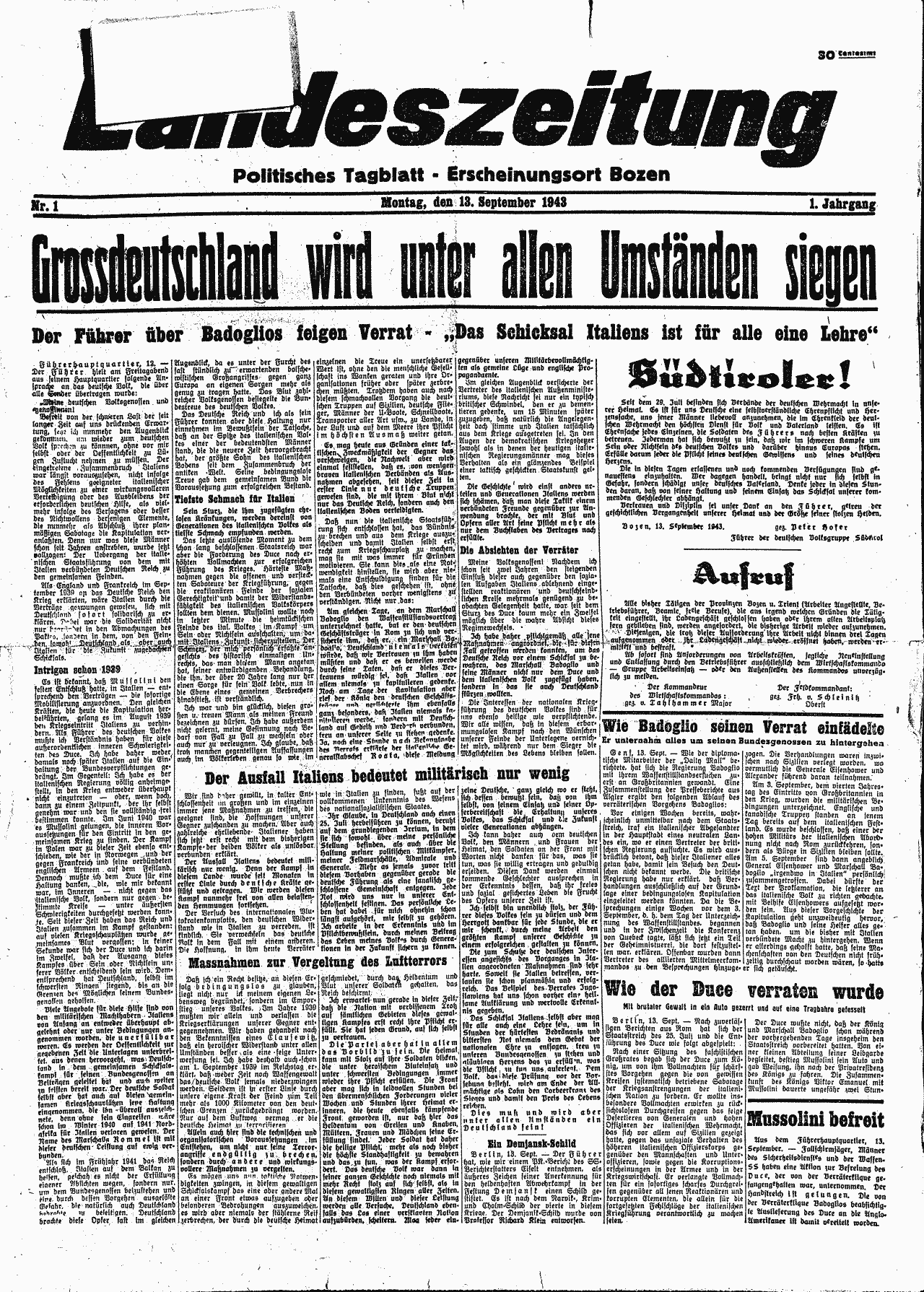
Erste Ausgabe als „Landeszeitung“ vom 13. Sept. 1943, mit NS-Propaganda nach der Okkupation Italiens durch die Wehrmacht am 8./9. September 1943

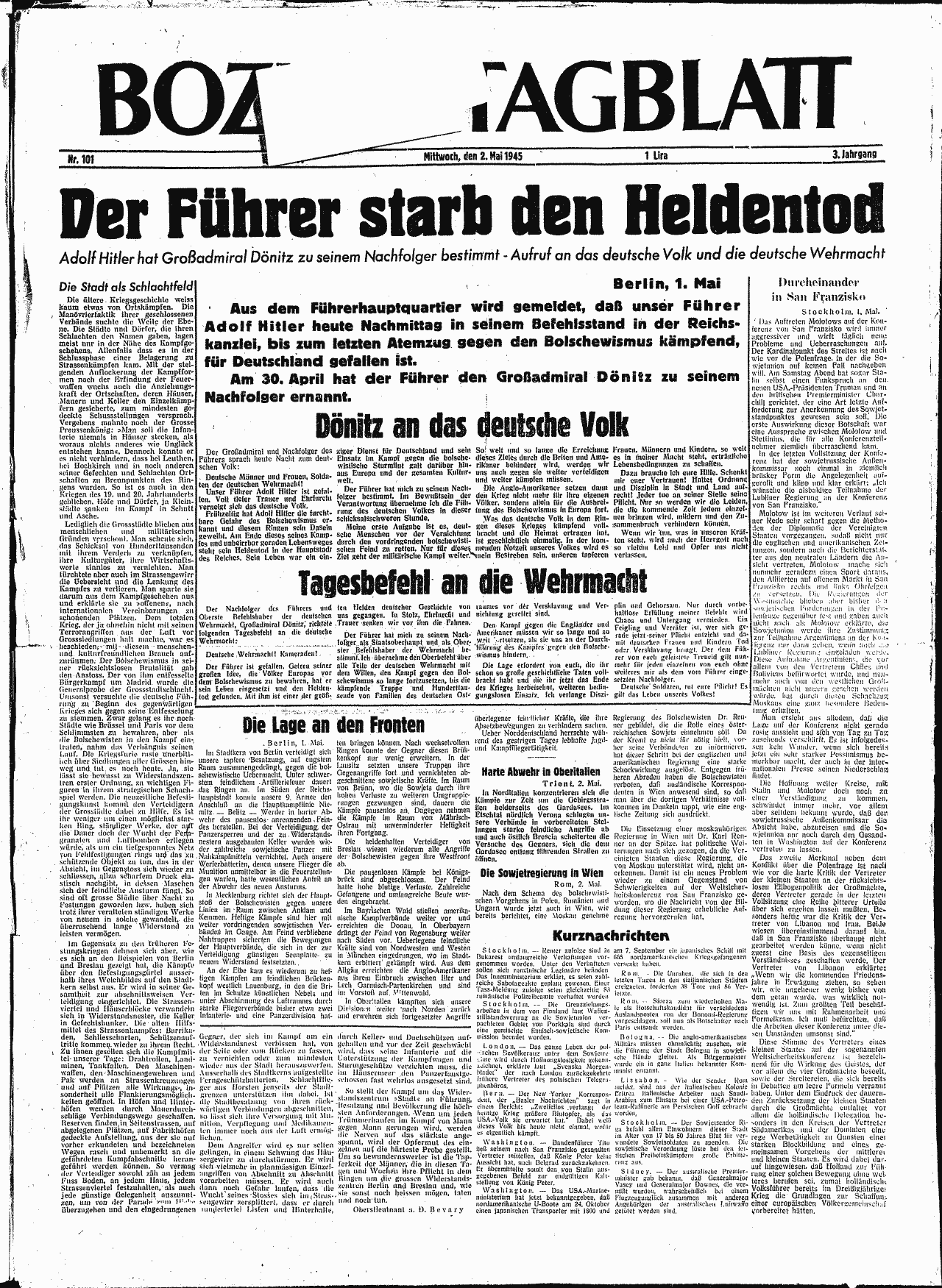
Eine der letzten Ausgaben des „Bozner Tagblatts“ gibt am 2. Mai 1945 den angeblichen Heldentod Hitlers bekannt.

Das nationalsozialistische Bozner Tagblatt war während der deutschen Besatzung Südtirols (siehe Operationszone Alpenvorland) die dort einzige zugelassene Zeitung. Es erschien ausschließlich in deutscher Sprache. Das Blatt erschien vom 13. September 1943 bis zum 14. Mai 1945 und erreichte eine maximale Auflagenhöhe von 30.000 Exemplaren.
Ursprünglicher Herausgeber 1943 war die Arbeitsgemeinschaft der Optanten unter der Schriftleitung von Gunther Langes, Bozen. Die Ausgaben der ersten Woche erschienen unter dem Namen Landeszeitung. Politisches Tagblatt, ab dem 20. September 1943 wurde die Bezeichnung Bozner Tagblatt verwendet. Langes wurde als „Hauptschriftleiter“ im September 1944 durch Alfred Strobel (bzw. Strobl), den bisherigen Leiter der Innsbrucker Wagner’schen Universitätsbuchhandlung bzw. des NS-Gauverlags und Mitglied des Hauptvorstandes des VDA, ersetzt.
Laut seinem Impressum 1944 wurde das Bozner Tagblatt herausgegeben und gedruckt von der Bozner Verlag und Druckerei G.m.b.H. Als Verlagsleiter fungierte SA-Standartenführer Kurt Schönwitz (Direktor), als Chefredakteur Alfred Strobel („Hauptschriftleiter“), als „Chef vom Dienst“ Herrmann Fink, als Leiter der Anzeigenabteilung Hans Mohnes.
Kulturelle Beiträge, häufig mit völkischem Einschlag, lieferten in unregelmäßiger Folge u. a. die Historiker Rudolf Granichstaedten-Czerva und Franz Huter, der Geograph Raimund von Klebelsberg, die Heimatkundler Bruno Pokorny, Karl Theodor Hoeniger, Richard Staffler und Georg Innerebner, der Ahnenforscher Franz Sylvester Weber, der Prähistoriker Leonhard Franz, die Schriftsteller Erich Kofler, Hans Matscher, Hubert Mumelter, Joseph Georg Oberkofler, Oswald Sailer, Heinrich von Schullern zu Schrattenhofen, Karl Springenschmid und Josef Wenter sowie die Volkskundler Hans Fink und Karl Felix Wolff. Auch der Kriegsberichterstatter Erich Kernmayr und der NS-Pressefunktionär Kurt Maßmann schrieben für das Blatt. Illustrationen wurden u. a. von Lieselotte Plangger-Popp zur Verfügung gestellt.
Wenige Tage nach Erscheinen der letzten Ausgabe des Tagblatts (14. Mai 1945) wurde die am 19. Mai 1945 wieder zugelassene Dolomiten die einzige deutschsprachige Zeitung in Südtirol.